# Frederikshavn Krigskirkegård
Frederikshavn Krigskirkegård ligger på Gl. Skagensvej.
Under besættelsen anlagde den tyske besættelsesmagt en krigskirkegård på et åbent areal i den nordlige udkant af Frederikshavn Kirkegård.
Kirkegården blev hvilested for 1529 af krigens ofre.
66 allierede flyvere, 1220 tyske soldater samt 243 tyske flygtninge.
Der blev i alt 5 Centralkirkegårde i Danmark.